# 裴弘策
裴弘策（？—613年），河东郡闻喜县人，仕隋为著作郎、沣州刺史、将作大匠、怀义郡公。其妻窦氏是太穆皇后之妹，裴弘策因此在武德初年追赠工部尚书、绛州刺史、黎国公，谥号温。
裴弘策在大业九年（613年）被东都留守越王杨侗、户部尚书樊子盖派往抵御杨玄感之弟杨玄挺，在白司马坂（在洛阳附近）战败，八千兵马溃散大半，之后收集溃兵，又五战连败，裴弘策将十余骑驰入洛阳宫城，手下兵马全部归于杨玄感。樊子盖斩裴弘策以徇。
裴弘策出身洗马裴，祖裴彦，後周驃騎大將軍、吉陽郡公。父裴通，隋開府儀同三司、懷義郡公。子裴行方，袭懷義公。一女嫁唐赵州长史王客卿。

## 传记资料
- 《唐会要》
- 《新唐書·列传第八·公主传》